# Miguel Ángel Muñoz

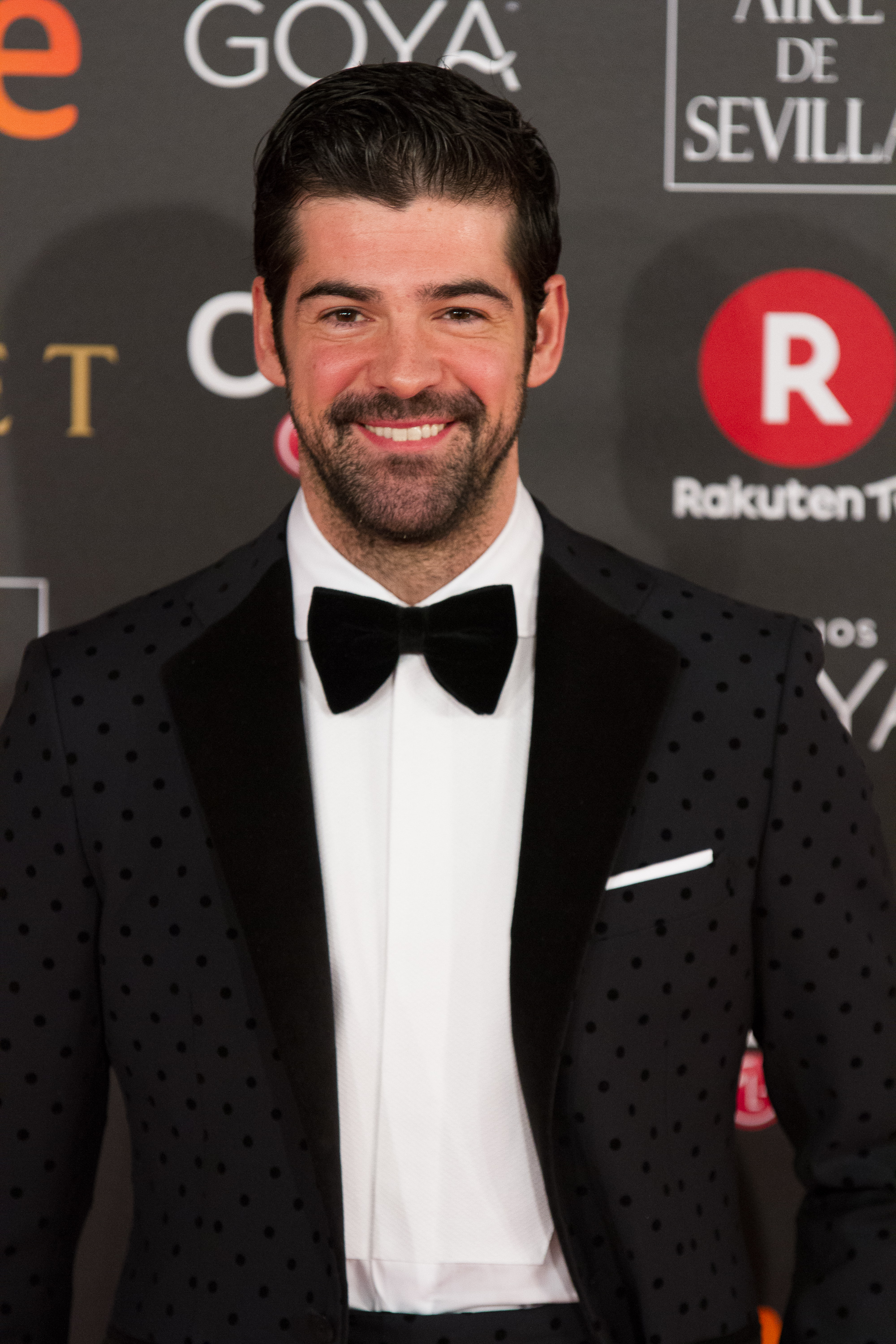
Miguel Ángel Muñoz (2018)

Miguel Ángel Muñoz Blanco (* 4. Juli 1983 in Madrid) ist ein spanischer Schauspieler und Sänger. Im deutschsprachigen Raum ist er vor allem als Roberto Arenales in der Serie Dance – Der Traum vom Ruhm  bekannt. Zudem ging die Band: „Upa Dance“ aus der Serie hervor. In seiner Heimat Spanien, ist er auch als Sänger bekannt.
Nach dem Ende der Serie hatte er verschiedene Auftritte in diversen Fernsehserien, ging zum Theater (u. a. El Cartero Neruda) und drehte die Serie Mis Adorables Vecinoss, den Film Los Borgia und den Horrorfilm Intrusos.
2007–2008 trat er in der Serie El síndrome de Úlises auf, in der Rolle des Úlises, einem jungen Arzt der Madrider Vororte und danach in dem Film Amar en tiempos revueltos. Zuletzt war er 2010 in der US-amerikanischen Produktion der TV-Mini-Serie Ben Hur an der Seite von Kristin Kreuk als Antegua zu sehen.
2014 nahm er an der fünften Staffel der französischen Tanzshow Danse avec les stars teil.

## Diskografie

### Dance – Der Traum vom Ruhm
- 2002: Upa Dance
- 2003: Upa Dance Edición Especial (deut. Spezial Edition)
- 2003: Live (concerto de Almería) (deut. Konzert von Almería)
- 2005: Contigo
- 2006: MAM

### Solo Single
- 2006: Dirás que estoy loco
- 2006: Esa morena

## Filmografie
- 2002–2004: Un Paso Adelante
- 2006: Las Borgia
- 2005–2006: Mis Adorables Vecinos
- 2007: Intrusos
- 2007–2008: El Sindrome de Ulises
- 2009: Amar en tiempos revueltos
- 2010: Ben Hur (Mini-Serie)

## Theater
- La centerola (1996)
- Bastián y Bastiana (2003)
- Quickly (2003)
- El cartero de Neruda (2006)